# JQMiliano
JQMiliano es el nombre del segundo extended play del cantante de reguetón Justin Quiles. Fue lanzado el 3 de junio de 2016, por Rich Music. Publicado como una antesala a su álbum de estudio La Promesa, también liberado en el mismo año.
A pesar de que el proyecto es de los menos exitosos en la carrera del artista, contó con varios videos musicales y fue un proyecto diferente por parte de este, ya que este solo se basó en música trap, mientras que el primer tema se basá en rap y hip-hop.

## Lista de canciones
| N.º   | Título              | Duración |  |
| 1.    | «Otra liga»         | 1:51     |  |
| 2.    | «Culpable»          | 3:51     |  |
| 3.    | «Ella baila»        | 3:46     |  |
| 4.    | «Original me salió» | 3:27     |  |
| 5.    | «Lo perdona»        | 3:15     |  |
| 16:12 |                     |          |  |